# Francisco Alves Miranda
Francisco Alves Miranda o Francisco Miranda (A dos Cunhados e Maceira, 13 de maio de 1952), é um ex-ciclista português que venceu a Volta a Portugal em 1980.

## Carreira desportiva
- 1970-1975, Sporting Clube de Portugal
- 1978-1979, Bombarralense-Uniroyal
- 1980-1981, Lousa-Trinaranjus

## Palmarés
- 1979, venceu o Grande Prémio Jornal de Notícias
- 1980, venceu a Volta a Portugal